# Sardijnse beeksalamander
De Sardijnse beeksalamander (Euproctus platycephalus) is een salamander uit de familie echte salamanders (Salamandridae). De soort werd voor het eerst wetenschappelijk beschreven door Johann Ludwig Christian Carl Gravenhorst in 1829. Oorspronkelijk werd de wetenschappelijke naam Molge platycephala gebruikt.

## Uiterlijke kenmerken
De Sardijnse beeksalamander bereikt een lichaamslengte van ongeveer 12 tot maximaal 15 centimeter, waarvan de helft bestaat uit de staart. De mannetjes worden gemiddeld iets groter dan de vrouwtjes. De salamander is te herkennen aan de wat overhangende bovenlip die de kop een 'grijnzend' uiterlijk geeft, de wrattige huid en de wat lange snuitpunt. De kleur is meestal bruin tot grijs, soms roodachtig en heeft een zeer onregelmatige vlektekening op de poten en rug, meestal donkerder tot zwart. De gele streep op de rug zoals soms bij de Pyreneeënbeeksalamander ontbreekt. De buik is meestal wit evenals de keel die vaak gevlekt is. De voorpoten hebben vier tenen, de achterpoten vijf.

## Algemeen
De habitat bestaat uit vochtige beboste omgevingen bij water zoals bosvennen en ook grotten, meestal in bergstreken op meer dan 1000 meter hoogte. De salamander komt alleen voor in Sardinië, een streek in Italië. De soort is waterminnend hoewel het dier buiten de paartijd ook wel het land kan worden aangetroffen. Het voedsel bestaat uit wormen, insecten en andere geleedpotigen. Deze soort heeft een zeer kritieke beschermingsstatus en is bijna uitgestorven en beschermd door CITES.